# هامونيا

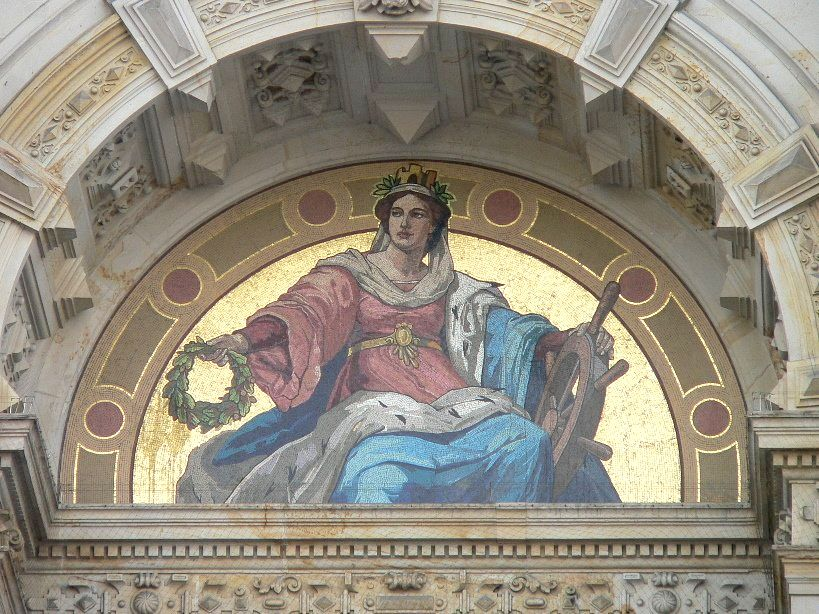
موزاييك لهامونيل في مدخل مبنى بلدية هامبورغ

هامونيا (بالألمانية: Hammonia) هي إمراة لاتينية من العصور الوسطى وهي تجسيد لمدينة هامبورغ في ألمانيا، هامونيا ظهرت في القرن الثامن عشر ميلادي عند الإصلاح البروتستانتي لتكون بديل عن مريم العذراء شفيعة المدينة. يتم تصوير هامونيا كإلهة طويلة وجميلة تتطلع نحو مدينة هامبورغ، وضعت صورها في شعارات سفن المدينة، تمثل هامونيا روح مدينة هامبورغ من الحرية والسلام والازدهار والنعمة والتجارة. يوجد لها تمثال اليوم في منطقة سانت جورج، وتتواجد رسمة لها في مدخل مبنى البلدية.